# Cztery Pory Roku (rzeźby)

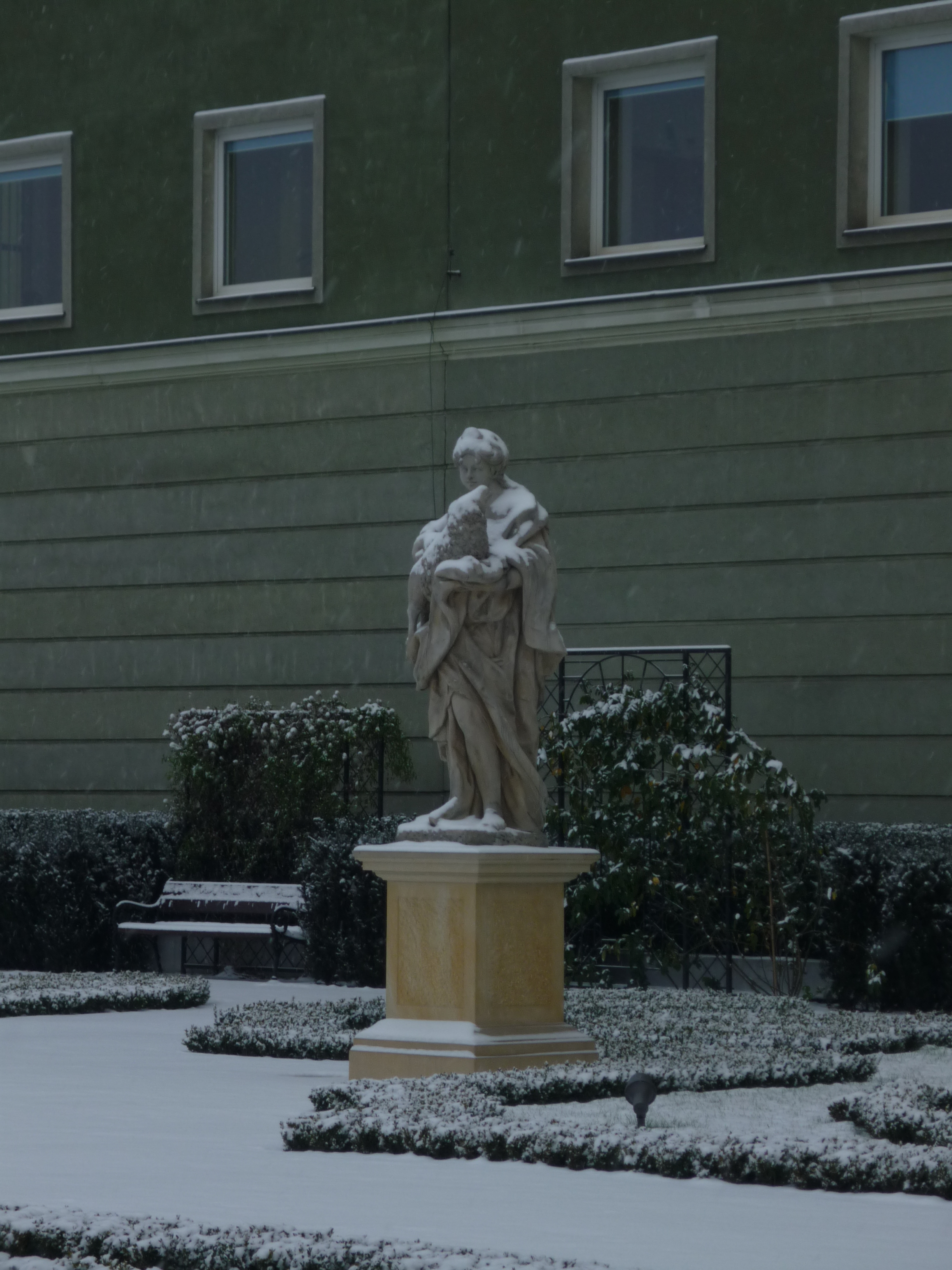
Jesień - rzeźba, personifikacja pór roku wchodząca w skład czterech rzeźb ogrodowych z cyklu Cztery Pory Roku

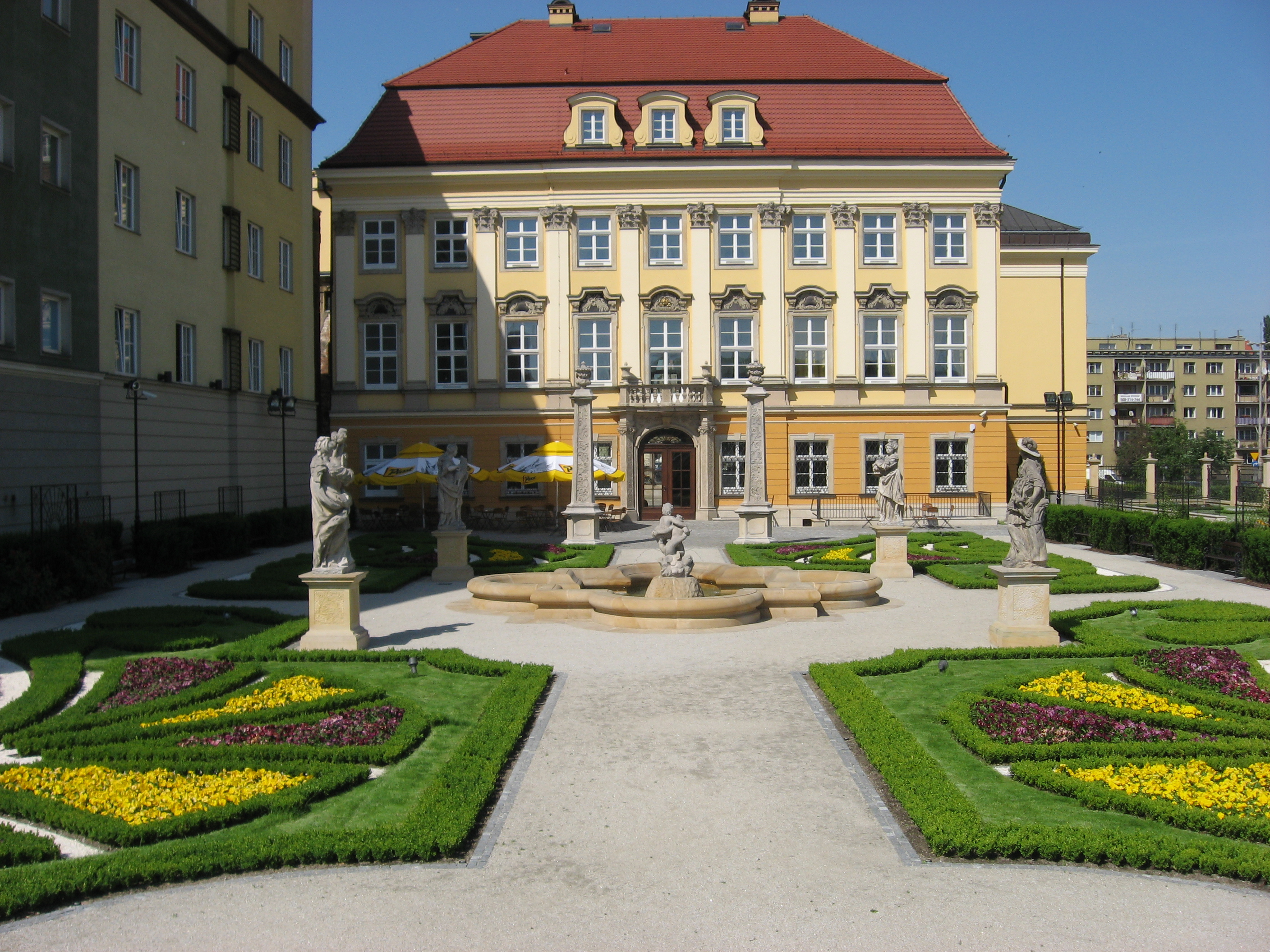
Rzeźby Cztery pory roku w Barokowym ogrodzie przy Pałacu Królewskim we Wrocławiu

Cztery Pory Roku – cykl rzeźb ogrodowych przedstawiających cztery pory roku, znajdujących się we Wrocławiu.

## Historia rzeźb
Posągi "odkryto" w 1966 roku w parku dworskim w Barszowie podczas prac inwentaryzacyjnych tamtejszych zabytków. Ich pochodzenie i autorstwo nie jest udokumentowane; na podstawie stylistyki datuje się je na XVIII wiek. Autor pochodził ze szkoły czeskiej – z praskiego warsztatu Brokoffów. Rzeźby zostały prawdopodobnie zamówione do ogrodu pałacowego, przypuszczalnie w Chróstniku. Do Barszowa przeniesiono je około roku 1750. Po ponownym odkryciu, dzięki staraniom konserwatora zabytków miasta Wrocławia Edmunda Małachowicza, przewieziono te rzeźby do stolicy Dolnego Śląska i w 1968 roku stanęły w miejscu wyburzonych kamienic czynszowych przed gmachem głównym Uniwersytetu Wrocławskiego.
Rzeźby postawiono na skwerze według projektu Małachowicza i od razu poddano konserwacji. Figury były w bardzo złym stanie, brakowało wielu fragmentów, m.in. głowy Jesieni. Brakujące części zrekonstruował w gipsie rzeźbiarz Gerard Koch, a prace kamieniarskie wykonał wrocławski kamieniarz Kazimierz Bochenka.

## Opis
Posągi wykuto w piaskowcu w stylu barokowym. Są typowym przykładem rzeźb ogrodowych. Krzysztof Eysymont w swojej pracy Rzeźby ogrodowe z Barszowa pisze: 

...obrazowały [...] ciągłość i kolejność kultywacji ogrodu, symbolizowały jednocześnie związek ogrodu z ideą życia wiejskiego, które podobne jak ogród nie traci swych walorów wraz z przemijaniem sezonów. Stąd też symbole życia wiejskiego: uprawy i hodowli, rolnictwa i pasterstwa. Ta symbolika miała związek z odrodzeniem ideałów antycznych, stąd też w epoce nawrotu do mitologii zrozumiałe jest operowanie symbolami życia wiejskiego.

  Każda z figur ma wysokość około 280 cm. Przedstawiają kobiety w długich, barokowych, fałdowanych szatach z dodatkowymi okryciami: Wiosna nosi długi płaszcz, Lato i Zima krótkie tuniki, Jesień podwójną szatę. Wiosna ma w dłoniach wazon róż, Lato obejmuje w ramionach snopek zboża, a w prawej dłoni dzierży jabłko. Jesień trzyma jagnię i strzyże jego wełnę, zaś ostatnia personifikacja podcina gałęzie drzewa, obejmując je lewą ręką. Trzy kobiety mają odkryte głowy, jedynie wyobrażenie lata nosi szeroki kapelusz.
W 2008 roku rzeźby przeniesiono do odrestaurowanego barokowego ogrodu na tyłach Muzeum Miejskiego we Wrocławiu.